# 三菱鉛筆
三菱鉛筆株式会社（みつびしえんぴつ）は、日本の文房具製造会社である。
鉛筆、色鉛筆、シャープペンシル、ボールペン、サインペンなどを製造・販売している。
三菱鉛筆の三菱マークは三菱財閥（三菱グループ）より先に商標登録しており、三菱鉛筆は三菱グループ企業ではない（詳細は#三菱の名称及びスリーダイヤを参照）。

## 歴史
1887年（明治20年）に、眞崎仁六が「眞崎鉛筆製造所」（まさきえんぴつせいぞうじょ）を東京市四谷区内藤新宿1（現在の新宿区内藤町）にて創業。その後、1918年（大正7年）に横浜市神奈川町（現在の横浜市神奈川区）に色鉛筆製造元である「大和鉛筆」が誕生し、両者が合併して「眞崎大和鉛筆」とした。
1901年（明治34年）に、国産初の量産型鉛筆3種類（『局用鉛筆』）を、当時の逓信省（のちの郵政省、現在の総務省・日本郵政・NTTグループ）への納品に成功。これを記念して1903年（明治36年）、「3種」や創業者の家紋「三鱗（みつうろこ）」などを表す意味で、赤い3つのひし形を模した「三菱」をロゴマークとして商標登録した（登録番号18865）。
1952年（昭和27年）には、正式に社名を「三菱鉛筆」と変更し、現在にいたる。
1985年（昭和60年）には、これまでに培った開発力やノウハウを活かし、化粧品事業として株式会社ユニコスモを設立し、ペンタイプの化粧品を開発・販売、OEMを行っている。
日本の鉛筆製造元としてトンボ鉛筆とともに知られる大手であるが、2014年（平成26年）時点では同社売上の約半数をボールペン製品が占め、ボールペン製造元としてもパイロット、ゼブラと肩を並べる。海外市場では北米で支持があり、2010年代には海外売上が同社売上の4割強を占める。
2024年（令和6年）には、ドイツの高級文房具メーカーのラミーを買収した。
2025年8月5日、経済産業省が同日に公表した中小企業の価格転嫁などに関する発注企業の取り組み状況の調査で、中小企業への取引代金の支払いが不十分だとされたシャトレーゼなどの14社と並んで三菱鉛筆は最低評価となった。

## 三菱の名称及びスリーダイヤ
「三菱」の名称とスリーダイヤは、1901年に逓信省への『局用鉛筆』が納品されたことに際して、1903年2月27日に商標として登録されたものである。これは三菱財閥（現在の三菱グループ）よりも11年早く登録されている。
眞崎大和鉛筆（三菱鉛筆の前身）の社長を輩出した近藤家および、三菱鉛筆の現オーナー一族となっている数原家と三菱グループの岩崎家には間接的婚姻関係があるが、それ以上は発展していない（岩崎家と三菱鉛筆関係者との間の親族・姻戚関係を参照）。また、本来の創業一族・眞崎家は、岩崎家との姻戚関係もない。
三菱鉛筆は、社名が「三菱」であること、三菱グループと同一のスリーダイヤをコーポレートマークとしているため、同グループと間違われることがある。第二次世界大戦後の財閥解体時にはGHQや米国政府も三菱グループ系列と混同し、商標の使用禁止を迫ったが、当時の経営陣が財閥との無関係性を主張し要求を退けた。その際の条件に「商標が『非財閥』であることを公告し、製品にも明記すること」があったため、当時の製品や広告には「非財閥」と記載されていた。
ローマ字表記には、ハイフンを入れてMITSU-BISHIとした商品と中にハイフンを入れない商品が存在している。

## ブランド
1958年にロングセラーとなる高級鉛筆「uni（ユニ）」を発売する。この名称・ロゴは製品デザインに関わった秋岡芳夫らによるものである。現在は企業全体のブランドマークとしても使われている。語源は英語の unique（ユニーク、唯一の）にちなむ。ボールペン製品では「uni-ball（ユニボール）」の名称も使われる。

## おもな製品

### 鉛筆

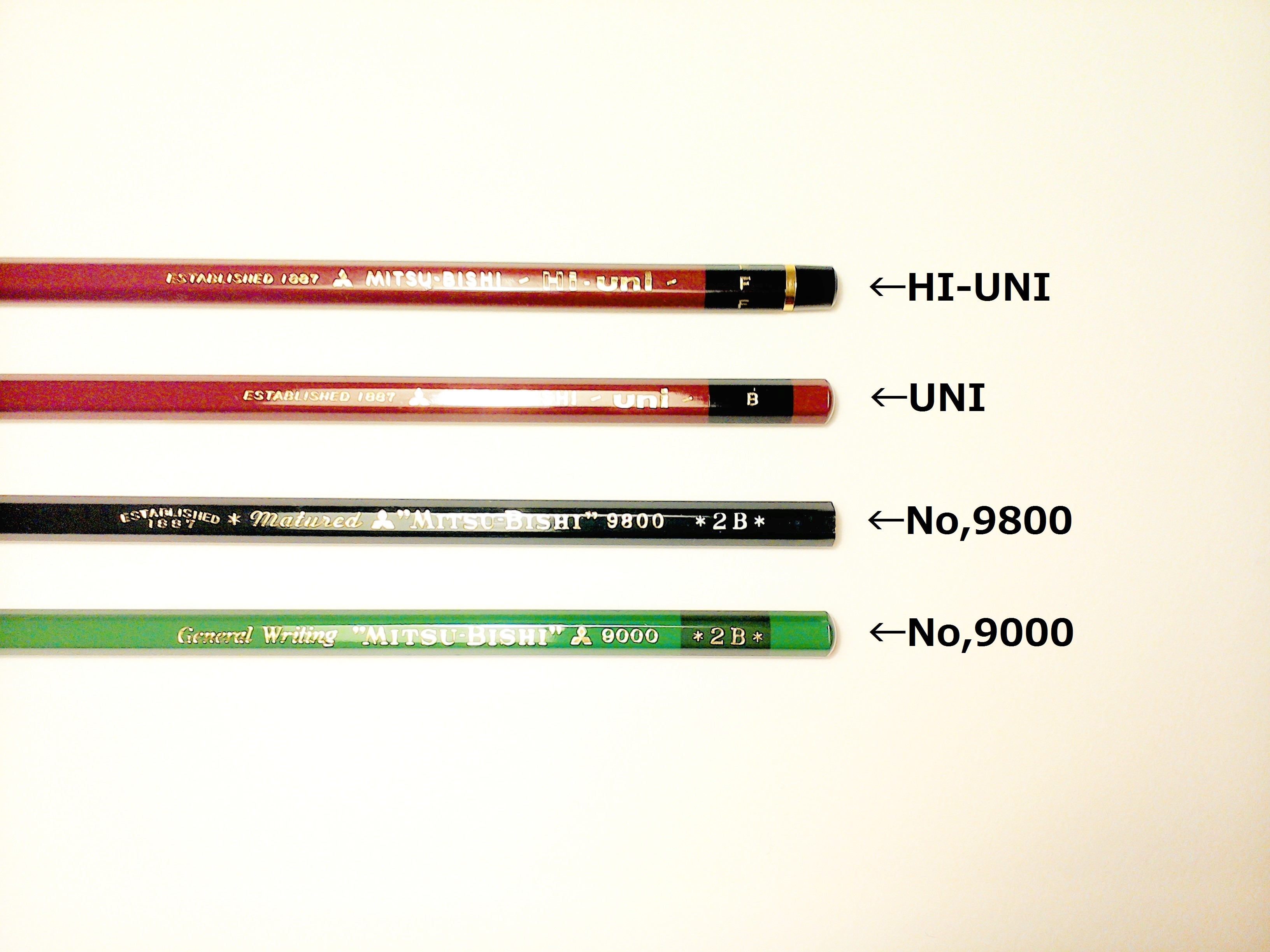
三菱鉛筆の主要製品

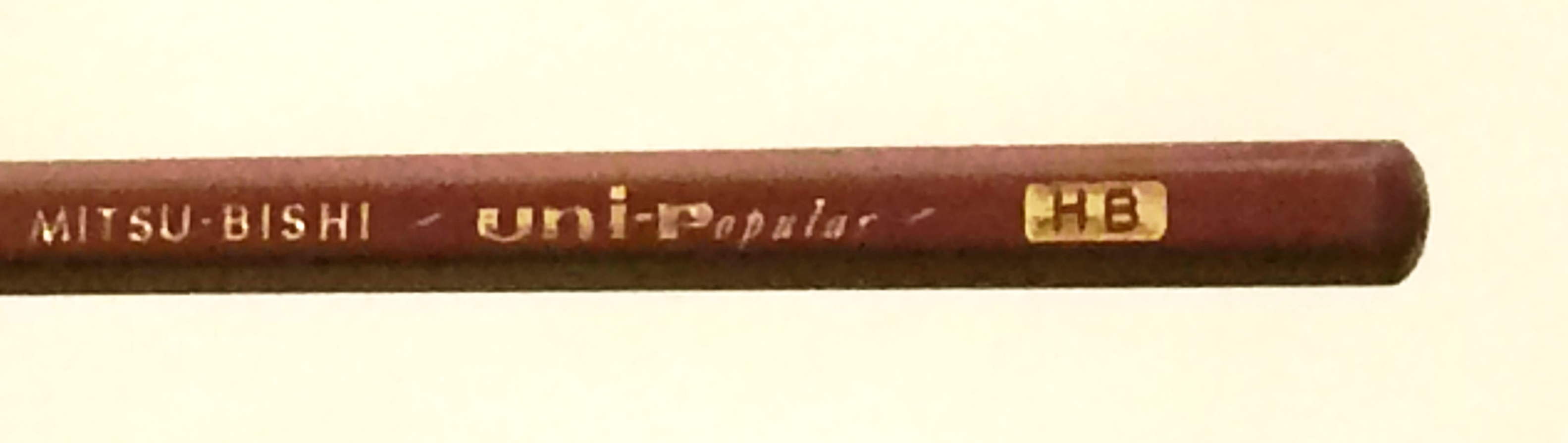
uni-Popular 頭部の塗りこみあり

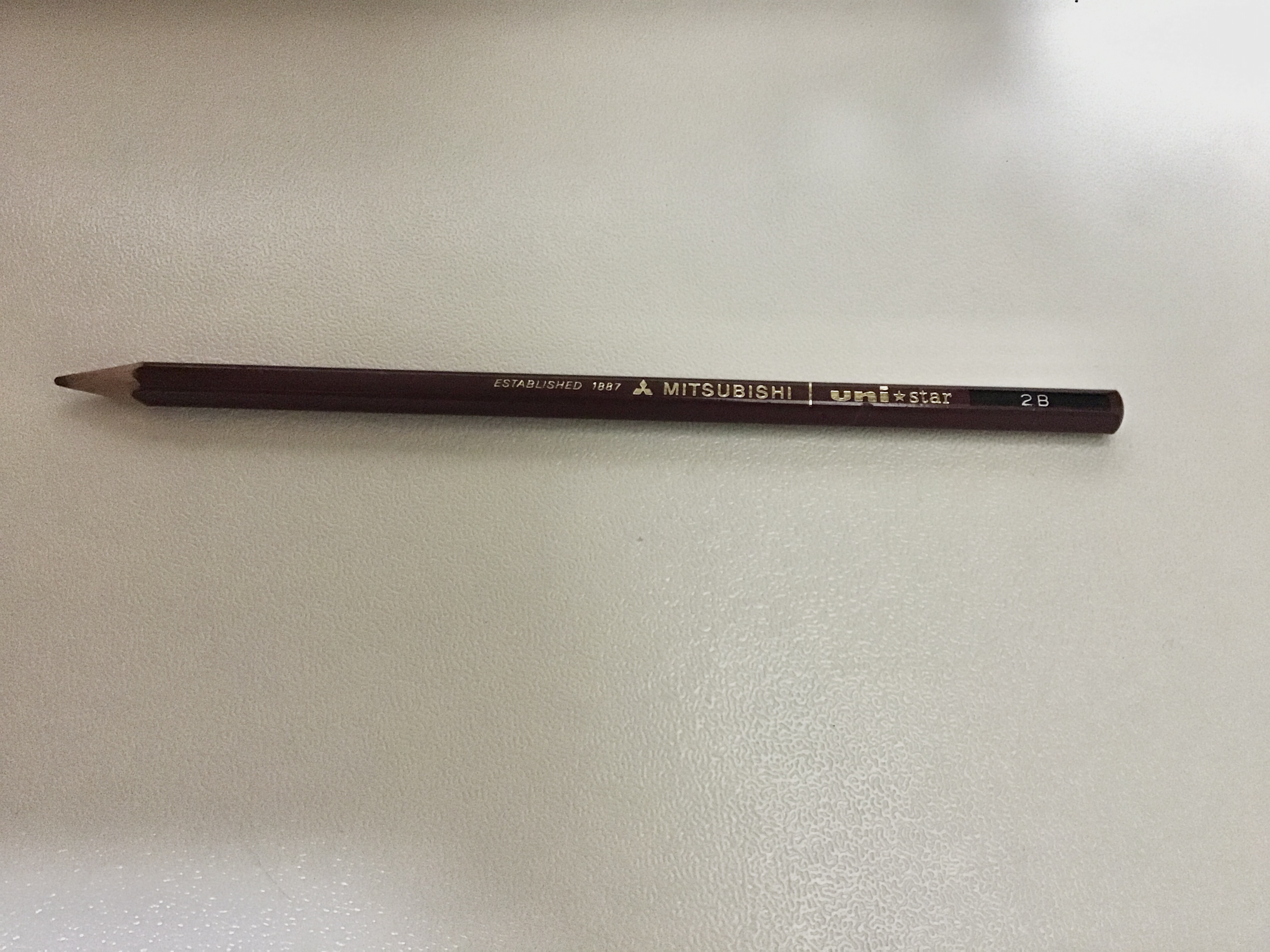
uni★Star 2B

uni（ユニ）
1958年（昭和33年）10月発売。製図からデッサンにまで使用できる品質を目指して生み出され、日本での高級鉛筆の先駆けとなった商品。1ダースセットには、プラスチックケース入り（消しゴムつき）と紙ケース入りの2種がある。マークシート仕様（HB）もある。発売当初は4H - 4Bの硬度のみで、現在では9H - 6Bの17硬度が発売されている。なお、『三菱鉛筆株式会社』そのものを現す“コーポレートブランド”としても、”uni”が表記されている。
uni-Popular（uni-P、ユニP）
1959年（昭和34年）発売の廉価版uni。Super DrawingとSuper Writingの2種類。なお前者のものが初期型である。また頭部を塗り込んでいるものといないものがある。1975年（昭和50年）、uni★star（ユニスター）の発売にあわせて生産終了。
Hi-uni（ハイユニ）
1966年（昭和41年）発売、uniの上位版。JISで定められた9H - 6Bすべての硬度を揃え、「世界最高品質」を目指して開発された。uniで培われた微粒子技術を発展させ、粒度配合の工夫によってさらに滑らかかつ摩耗の少ない書き味を実現している。軸塗装も回数を増した最高級仕様であり、軸の筆記しない端には樹脂のスペーサーが組み込まれている。現行モデルでは、ここに黄色のポイントが彫り込み塗装されている（発売初期はこのポイントは白色だった）。2008年にJIS規格外の10Hおよび7B - 10Bが追加され、全22硬度となった。単品販売、1ダースセット（硬質ケース入り、紙ケース入りの2種）のほか、全22硬度がセットとなった「ハイユニ アートセット」が発売されている。
GOLD uni
1974年（昭和49年）10月に発売。ハイユニの芯を使用してハイユニとユニの間に位置する製品として3種類（エンジ、ブラック、ホワイト）を発売した。1977年（昭和52年）生産終了。
uni★star（ユニスター）
1975年（昭和50年）発売。uniより安価な商品だが、uniに近い書き味が特徴。1ダースセットはプラスチックケース入りと紙ケース入りがある。
No.5500-50
販売当時は製図用。暗緑色の軸。
No.2800
黒軸の普通鉛筆。
No.8800
贈答用の刻銘鉛筆の素材となっていた若草色の鉛筆。
No.9000
1950年（昭和25年）発売。No.9800と並ぶロングセラー鉛筆。1990年頃モデルチェンジがされた。
No.9800
1946年（昭和21年）発売。トンボ鉛筆のNo.8900とともに、国産鉛筆のスタンダードである。なお、色違いである No.9810も発売されていた。
No.9800EW
木材の端材などのそのままでは使えない材料を使える部分だけ切り出し、ジョイント工法でつなげて普通の長さとしたもの。無塗装（刻印のデザインはNo.9800と同じだが色は緑）で芯はNo.9800と同じ。エコマーク商品。同じ製法で作られたものにNo.9852EW（消しゴムつき）、No.2351EW（朱）、No.2667EW（朱藍）がある。
No.9800VB
2021年（令和3年）発売。No.9800の軸塗料に抗ウイルス材「VB」を配合したもの。軸色は水色、硬度はHBのみ。
UNICORN
パック販売限定の先削り鉛筆。硬度はHBのみ。消しゴムつきも存在する。
筆鉛筆（硬筆書写用鉛筆・10B芯）
群馬県・埼玉県での限定販売品。

### 消しゴムつき鉛筆
No.3680
円軸で、えんじ色の鉛筆。廃番。
No.9850
六角軸で、えんじ色の鉛筆。
No.9852
六角軸で、橙色の事務用鉛筆。
No.9852EW
前述。
COPYRITE-2000
銀軸の複写機用鉛筆。廃番。

### 色鉛筆
ユニカラー
1971年（昭和46年）発売。透明感と鮮やかな発色性を特徴とする美術向け色鉛筆。当初は全60色で、1989年（平成元年）に全72色、1991年に全100色に拡充。2009年（平成21年）にユニ50周年記念の240色セットを限定販売。
ユニ ウォーターカラー
1991年（平成3年）発売。水溶性の美術向け水彩色鉛筆。全60色。
ユニ アーテレーズカラー
1993年（平成5年）発売。消しゴムで消せるデザイン・美術向け色鉛筆。全36色。
ユニ カラードペンシル ＜ペリシア＞
2006年（平成18年）発売。オイルベースで柔らかく濃密な発色を特徴とする美術向け色鉛筆。全36色。2019年に生産終了。2024年発売の「toirono」が後継とされる。
ポンキーペンシル（No.800）
2011年（平成23年）発売。学童向け紙巻き全芯色鉛筆。ポスカやペリシアの技術を応用。不透明調で着色紙などの暗色にも鮮やかに描画でき、軟質でプラスチックなどの多素材にも描画できる。全13色。
toirono（トイロノ）
2024年発売。柔らかく軽い力でも発色のよい太芯を採用した色鉛筆。商品名の由来は「十人十色」で、濃淡や重ね塗りなどの技法を幅広く表現できるよう設計されている。芯径4.0ミリ。全24色。「ぺリシア」と同じ芯仕様の後継品とされる。
No.880
普及品の中硬質色鉛筆。芯径3.0ミリ。全36色。同一品質の芯を使った製品にNo.850（黄箱）、No.101（孔雀箱）、No.512（1本2色の両頭タイプ）、ほか朱・藍鉛筆がある。No.850は1943年以前に発売。
No.888
2015年（平成27年）発売。「大人の塗り絵」向けの中硬質色鉛筆の36色セット。ユニカラーなど同社製の芯の中から、グラデーションと自然色を重視して取り合わせて配色されている。芯径3.0 - 4.0ミリ。
旧No.890
学童向けに芯を軟らかく調整した中硬質色鉛筆。芯径3.5ミリ。全24色。2018年に生産終了。新No.890（用品付きセット）の芯はNo.880と同一品質になった。
ポリカラー（No.7500）
スタンダード品の中硬質色鉛筆。芯径3.5ミリ。全36色。かつては金色と銀色もあったが2020年に生産終了している。
ダーマトグラフ（No.7600／No.7610）
紙巻き軟質色鉛筆。ガラスなどの非吸収面にも描画できる。No.7610は水で清掃できる水性タイプ。芯径4.4ミリ。全12色。
No.7700
グラフなどに適する硬質色鉛筆。芯径2.6ミリ。全12色。
2015年（平成27年）に「赤」以外の生産を年内で終了する告知が一度流れたが、アニメーターからの需要が高く、日本アニメーター・演出協会（JAniCA）が「日本の商業アニメーション業界にとって非常に大きな問題」とホームページ上で緊急声明を発表。これを受けて「橙色、黄緑、水色」の生産も当面の間継続することが発表された。しかし2021年2月1日、原材料調達の問題から生産の継続が困難となり、橙色、黄緑、水色の生産を同年6月末をもって終了することが発表された。

### シャープペンシル替芯
- ハイピッチ
- uni100
- boxyLEAD
- uniXL（uni200）
- uniXX
- Hi-uniG.R.C.T（1983年に発売し、90年代に外観デザインを変えつつ現在も生産されている）
- uniG.R.C.T.II
- uniG.R.C.T.III
- uniECOWRITER
- uniSHU
- ユニ ナノダイヤ
- クルトガ専用芯
- ナノダイヤFOR TEXT BOOK
- ユニ[35]

### カラーシャープ替芯
- uni -ish[26]
- unicolor
- ユニ ナノダイヤ カラー - 強度を向上したカラーシャープ芯。消しゴムで消せる特徴を持つ。2014年に0.7ミリ赤・青芯を発売、2016年に0.5ミリ芯を7色展開、2017年に0.7ミリ芯を7色展開。
- エモットペンシル - 色鉛筆に近い表現力を特徴とする0.9ミリ径カラーシャープおよび替芯。消しゴムで消せる特徴を持つ。全12色。2021年発売。

### 一般筆記用シャープペンシル
uni SHIFT（シフト）
製図用シャープペンシル。商品の名のとおり、軸をひねって先端を出したり収納したりする。グリップはアルミローレット製。芯径は0.3 - 0.9の5種類と豊富。
クルトガ
2008年（平成20年）発売。シャープ芯が紙に触れるたびに、シャープメカについているギア（クルトガエンジン）が回転して芯を回るようにしたシャープペンシル。片減りなどが起きず、常に細い字を書ける。ラバーグリップつきや製図用など様々なモデルが存在し、ヒット商品となった。2017年（平成29年）に芯の回転角が倍の『アドバンス』を発売。その3年後、耐久性や書き心地を向上させた『アドバンス アップグレードモデル』を発売。2022年（令和4年）2月にはクルトガ史上最高峰モデルとされる『クルトガダイブ』をグランブルー1色だけを数量限定で発売。その後、同年11月にカスケードブルーとムーンナイトブルーも追加され、再販された。クルトガダイブはその技術や展開数量により、あまりにも需要が高く、再販日からネットショップなどで高額転売されていた。2023年3月にクルトガダイブをアビスブルーとデンスグリーン、トワイライトオレンジの3色が継続品して発売されることが決まった。2023年11月には新色としてオーロラパープルが追加された。

### 製図用シャープペンシル
過去には多くの製図用シャープペンシルを発売したが、CADの普及に伴い現在は撤退しつつある。
xには芯径のコンマ以下が入る。【例】（0.3ミリの場合）M3-552、M3-351など。
Mx-351
プラスチックグリップ。廃番。300円。
Mx-552
ローレットグリップ。現行品。ウチダドローイングシャープの名でも売られている。500円。
Mx-1051
グリップがリング状に掘られたローレットのものと、横線にプリントされたようなものの2種類ある。構造はプロスタッフの系統。1,000円。
Mx-1052
黒塗装されたローレットグリップにOリングがついている。廃番。1,000円。
Hi-uni SHARP
全モデル箱付きの高級製図用シリーズ。ペン先の多角度に芯径が書かれているのが特徴的。デザインはほぼ統一されている。キャップが付属。
Hi-uni-2050
アルミ軸のシャープペンシル。軸色は黒、銀。
Hi-uni-3050
上軸がカーボンのシャープペンシル。軸色は灰、紺、赤。
Mx-3051FF
アルミ軸で、FFマチック機構が搭載されている。軸色は黒、銀、青。
Hi-uni-5050
上軸がカーボンで、FFマチック機構が搭載されている。軸色は黒。
ハイピッチホルダー
芯径は0.3mmと0.5mmがある。
軸色は0.3は小豆色、0.5は黒色
ハイピッチホルダーミニという商品も存在
した。
PRO STAFF
0.5は銀黒、0.3は黒黄。アルミ軸。グリップは縦のざっくりとしたストライプにOリング。

### ボールペン
パワータンク
2001年（平成13年）発売。加圧式の油性ボールペン。上向き筆記や濡れた紙面、氷点下など従来のボールペンが苦手とする状況でも筆記できる。
ジェットストリーム
2006年（平成18年）発売。低粘度油性ボールペン。滑らかな書き味のインクでヒット商品となり、2014年時点では年間約1億本販売されている。
シグノ
1994年（平成6年）発売。ゲルインクボールペン。1997年の「シグノノック式」でゲルインクボールペンとして世界初のノック式を実現、2005年の「シグノビット」で世界最小の0.18ミリ径ボールを実現、2015年の「シグノ307」でセルロースナノファイバー素材を世界で初めて実用化している。
証券細字用
　オレンジ色の六角軸のボールペン。現在は生産終了。インクの色は、黒・赤・青であった。構造は「BOXY100」に近い。初期の物は木製軸でキャップ式。　
ユニボールワン
2020年2月26日（令和2年）発売。インクは色材を粒子中に閉じ込めた独自開発のビーズパック顔料で、紙繊維への浸透を抑える。また、「世界一濃いゲルインク」としてギネス世界記録に認定された。
モデルは ユニボール ワン / ユニボール ワン F / ユニボール ワン P の三種で、それぞれ 通常のモデル / テーマ性のあるカラーバリエーション & 低重心で安定した筆記を実現した「スタビライザー機構」の搭載 / 単寸 & スタビライザー機構。
ユニボール ゼント
2025年（令和7年）発売。水性インクのボールペンで、特徴的な「ZENTOインク」を搭載しており、やわらかな書き心地のためのPOA界面活性剤(ポリオキシアルキレン)、水性インクに多いにじみや裏写りを抑制する引き寄せ粒子、水や光に強いくっきりとした顔料インクを使用している。
モデルは、ベーシックモデル / スタンダードモデル / フローモデル / シグニチャーモデルの4種である。
シグニチャーモデルはマグネット式のキャップを搭載しているのが特徴。

### その他の筆記具
ピュアモルト
2000年（平成12年）発売。ウイスキー樽に使用されたホワイトオーク材をボディに採用した高級筆記具シリーズ。油性／加圧式油性／ゲルインクのボールペン、シャープペンシル、芯ホルダー、多機能ペン、ネーム印のモデルがある。
ユニ アルファゲル
2003年（平成15年）発売。グリップに衝撃吸収素材αGELを採用したシリーズ。シャープペンシル、油性ボールペン、多機能ペンのモデルがある。『クルトガ』や『ジェットストリーム』シリーズにも同グリップ搭載モデルがある。
スタイルフィット
2009年（平成21年）発売。さまざまなデザインの本体とさまざまな種類のリフィル（ペン芯）を組み合わせて使用できるカスタマイズペン。
ポスカ
1983年（昭和58年）発売。不透明調の水性顔料インクマーカー。水性で裏移りしにくく溶剤の悪臭がない。ガラスやプラスチックにも筆記でき耐水性を持つ。
プロッキー
1986年（昭和61年）発売。透明調の水性顔料インクマーカー。ポスカと同程度の性能を持つ。一部商品は両端にペン先を有し、インクの詰め替えができる。
故郷の木持ち
地域限定ボールペン、シャープペンシルのシリーズ。軸素材に各県産の木材を使用している。
BOXY
1975年（昭和50年）に発売された文房具シリーズ。ジーンズ地やグレー系などシンプルなデザインで統一した若者向けのシリーズとして人気を博した。スーパーカー消しゴム遊びには欠かせない道具として高い知名度を誇る。2006年（平成18年）に限定復刻。2021年現在は、ボールペン「BOXY100」のみ生産している。
このほかにも、芯ホルダーや印鑑付きボールペンなど数々の文具品を製造している。

## スポンサー番組（いずれも過去）
テレビ
- どっちの料理ショー（読売テレビ・日本テレビ系）
- フジテレビ系火曜21時枠
  - 市子と令子（第1シリーズ） - 第2シリーズは別社提供。
  - なかよし
  - 良縁奇縁

- 夜のヒットスタジオ（フジテレビ系）
- サタ☆スマ（フジテレビ系）
- ドンキーコング（テレビ東京系）
- 遊☆戯☆王デュエルモンスターズ（テレビ東京系）
- ロックマンエグゼ（第1期）（テレビ東京系）
- まんが世界昔ばなし（MBS・TBS系)
- リアルタイム（MBS・TBS系）
- トップテンシリーズ（日本テレビ系）
  - NTV紅白歌のベストテン
  - ザ・トップテン

- 独占!スポーツ情報（日本テレビ系）
- 地獄先生ぬ〜べ〜（テレビ朝日系）
- 月曜ロードショー（TBS系）
- 突撃HOTスタジオ!（TBS系）
- 加トちゃんケンちゃんごきげんテレビ（TBS系）

ラジオ
- オールナイトニッポン（ニッポン放送系）

## CM出演者
- 北島三郎
- 堺正章
- 内山田洋とクール・ファイブ（前川清メイン）
- 浅野ゆう子
- タモリ
- 間寛平
- ナインティナイン
- 松岡修造
- 郷ひろみ